# Квальята, Николас
Николас Квальята Платеро (исп. Nicolás Quagliata Platero; род. 5 июня 1999, Монтевидео) — уругвайский футболист, вингер клуба ПАОК. Выступает за бразильский клуб «Куяба» на правах аренды.

## Клубная карьера
Квальята — воспитанник клубов «Циклон дел Серрито», «Дефенсор Спортинг» и «Монтевидео Уондерерс». 5 декабря 2019 года в матче против «Серро» он дебютировал в уругвайской Примере. 6 марта 2021 года в поединке против «Монтевидео Сити Торке» Николас забил свой первый гол за «Монтевидео Уондерерс». Летом 2022 года Квальята перешёл в греческий ПАОК, подписав контракт на 4 года. Сумма трансфера составила 1,8 млн. евро.